# Cortino
Cortino község (comune) Olaszország Abruzzo régiójában, Teramo megyében.

## Fekvése
A megye nyugati részén fekszik. Határai: Amatrice, Crognaleto, Montorio al Vomano, Rocca Santa Maria, Teramo és Torricella Sicura.

## Története
Alapítására vonatkozóan nincsenek pontos adatok. Valószínűleg a középkorban alakult ki. Önálló községgé a 19. század elején vált, amikor a Nápolyi Királyságban felszámolták a feudalizmust.

## Népessége
A népesség számának alakulása:

## Főbb látnivalói
- Santi Pietro e Paolo-templom (Comignano)
- Sant’Andrea-templom (Faieto)
- Santa Maria Assunta-templom (Padula)
- Santa Giusta-templom (Agnova)
- San Martino-templom (Casanova)
- Madonna dell’Annunziata-templom (Servillo)
- San Lorenzo-templom (Elce)